# Goniothalamus stenopetalus
Goniothalamus stenopetalus este o specie de plante din genul Goniothalamus, familia Annonaceae, descrisă de Otto Stapf. Conform Catalogue of Life specia Goniothalamus stenopetalus nu are subspecii cunoscute.